# ものまね珍坊
『ものまね珍坊』（ものまねちんぼう）は、フジテレビ系列で1989年10月4日から1992年3月27日放送されていたものまねを主体とするお笑いバラエティ番組である。通称『もの珍』。

## 概要
『ものまねくらぶ』の後継番組で、同局のバラエティ特番『ものまね王座決定戦』に端を発する“ものまねブーム”によってブレイクした直後のものまね四天王やその他のものまねタレントの出演者を起用していた。『ものまね王座決定戦』は不定期特番だったことから、この番組はものまね四天王をレギュラーで毎週見ることができる番組となっていた。
1989年10月4日から1990年9月26日までは毎週木曜日 1:10 - 1:40（『JOCX-TV2』枠、水曜深夜、JST）に深夜番組として放送されていた。後に高視聴率に伴いゴールデンタイム・プライムタイムへ昇格されて、1990年11月2日から1992年3月27日までは毎週金曜日 19:00 - 19:30（JST）に放送されていた。
レギュラーの1人・コロッケが『ものまね王座決定戦』を降板するのに伴い、番組は1992年3月27日放送分をもって放送終了。『ものまねくらぶ』時代と合わせて約3年の歴史に幕を下ろした。

## 放送時間
いずれも日本標準時。
1989年10月4日 - 1990年9月26日
- 木曜 1:10 - 1:40（水曜深夜） - 『JOCX-TV2』枠で放送。

1990年11月2日 - 1992年3月27日
- 金曜 19:00 - 19:30

## 出演者
メインキャスト
- ものまね四天王
  - 清水アキラ
  - ビジーフォースペシャル（グッチ裕三・モト冬樹 ほか）
  - 栗田貫一
  - コロッケ

レギュラー
- ものまね女四天王
  - 松居直美
  - 斉藤ルミ子
  - 松本明子
  - 篠塚満由美
- ものまねお笑い四天王
  - ダチョウ倶楽部（肥後克広・寺門ジモン・上島竜兵）
  - 笑福亭笑瓶
  - ピンクの電話（清水よし子・竹内都子）
  - しのざき美知
- 岩本恭生（現：岩本恭省）
- パル（現：葉月パル）
- やや
- 城之内早苗
- 原田ゆかり
- 小池聰行（オリコン社長） - 主にオリコンベスト10のコーナーを担当（何曲か四天王の誰かによるものまねやパロディーのVTRで紹介）。
- 野口五郎 - 第1回に「ご本人ゲスト」で出演してから事実上の総合司会に定着。
- このほか、毎回1組のゲストが出演していた。

## コーナー
ご本人と一緒
メンバーの一人がものまねを披露し、途中でものまねされる本人（ゲスト）が登場して一緒に歌う。なお、このコーナーは当時『ものまね王座』の正月版『オールスター爆笑ものまね紅白歌合戦!!』で実施されており、2000年12月末から放送中の『爆笑そっくりものまね紅白歌合戦スペシャル』でも行われている。
CMパロディ
当時流行していたCMのパロディコーナー。周りのセットや小道具、テロップなどの再現度はかなり高く、本物ときわめて似た状態を作り上げていた。企業名・商品名は「ものまね」「珍坊」やそれに準じた言葉と重ね合わせたものに変更されていた。例としてNTT→「MTT」、SONY→「MONY」、アリナミンA→「マネナミンA」、サントリーホワイト→「チンボリーホワイト」、フマキラー→「マネキラー」、味の素（ajinomoto）→「真似の素（manenomoto）」などで、ロゴマークも本家をアレンジしたものが表示されていた。清水アキラが全裸になるパートや（谷村新司のものまねが中心だった）、モト冬樹のハゲネタ（さだまさしのものまね）がしばしばオチとして扱われた。
ものまねスター誕生
一般応募の視聴者がものまねを披露し、四天王とゲストが採点するオーディション企画。素人時代の山口智充 (DonDokoDon) やコージー冨田も出演していた。
1994年から日本テレビで不定期放送された『ものまねバトル大賞』も本コーナーと同名のコーナーを行っていたが、こちらは採点形式ではなかった。
まねドン!
金曜移動後にスタート。「欽ドン!良い子悪い子普通の子」のパロディ。父親役に扮した野口五郎とメンバーが扮したものまね人物が元ネタよろしく「ふつうの○○の場合・良い○○の場合・悪い○○の場合」の3パターンを演じ分ける。題材となるハガキは実際に毎週視聴者からの投稿を募っていた。

## 補足
- タイトルロゴはMTVのステーションロゴを模したもの。
- 各コーナーのオープニング曲は、ミュージカル『コーラスライン』の「ジャズコンビネーション」。CMに入る前のアイキャッチのBGMにはアニメ『天空戦記シュラト』挿入歌『オン・シュラ・ソワカ』（石原慎一）のイントロ部分が使用されていた。
- キャラクターデザインは松下進が担当。
- この枠はローカルセールス枠であったことから、系列局であっても放送していなかった局もあり、関西テレビでは阪急ドラマシリーズに差し替えられていた。一方で、系列外のテレビ山口やテレビ高知（いずれもTBS系列）でも番販扱いで放送されていた。テレビ高知では、枠拡大と同時に打ち切られた『クイズ!年の差なんて』の後番組扱いであった。
- 番組の最後にはゲストと視聴者へのプレゼントコーナーがあった。賞品は関東地区における番組スポンサーだった小島電機（現・コジマ）提供の家電製品であった。
- 『ものまね王座決定戦』が放送する前には、必ず同番組のハイライトシーン（番組宣伝）を見せた。また『あなたが選ぶものまね王座決定戦ベスト101』でも本番組の映像がいくつか使用された。
- ゲストとして研ナオコが登場した回、タイトルコールの説明をした清水アキラが「珍坊」の部分を放送禁止用語と冗談で言い換えたところ、研もそれに乗り『ご本人と一緒』後のタイトルコールで本当にその通りコールしてしまった。翌週回のゲストであった和田アキ子にそのエピソードを紹介した清水は、「和田さんといえば関西なので」と前述の放送禁止用語の関西方面で使われている言葉でのコールを依頼したが、見た目によらず下ネタが苦手な和田は恥ずかしさで固まってしまった。それを見た清水は同じ言葉を連発し、他の四天王からも同じ言葉でいじられていた。このエピソードは総集編でも頻繁に取り上げられており、その際には研の口の動きが露骨にそれと分かってしまうため、音声処理だけでなく口にモザイク処理も施されていた。なお、ネット（テレビ静岡）していた静岡県では男性器のことを方言で「珍棒」と呼ぶ場合がある[1]。
- コーナー内で、コロッケが小室哲哉、グッチ裕三がYOSHIKIに扮してV2のものまねを数回行ったが、その内容はコロッケが意図的に音程を外して歌唱し裕三が過剰なドラムアクションを行った末に銅鑼を鳴らしてオチを迎える、という内容であり、両者のファンの視聴者から山のような抗議のハガキが送られた。さらに、このものまねを小室とYOSHIKIの両名に見せて感想をインタビューしたところ、YOSHIKIは「そ、その努力は認めなくてはいけないと思うんですけど」と言葉を詰まらせ、小室は「これはYOSHIKIの方が怒っていますね」と返答した。

## スタッフ
- 構成：玉井冽、沢口義明
- 似顔絵：針すなお
- オープニングイラスト：松下進
- オープニングメイク：大村高好
- 音楽：KTS企画 川上慎一、若田部和幸、義野裕明
- 技術：ニユーテレス 藤江雅和
- カメラ：花島和弘、藤本敏行
- VE：高瀬義美
- 音声：間野目政孝
- PA：サン楽器
- 照明：米田晴夫
- 美術制作：重松照英
- 美術デザイン：馬場文衛
- 美術進行：北林福夫、大野恭一郎
- 大道具：小川健治
- 装飾：三浦清隆
- 持道具：藤井直也
- 衣裳：保沢紀
- メイク：田川達郎
- かつら：牧野勇
- 視覚効果：高橋千之
- 電飾：谷口雅彦
- アクリル装飾：橋本順
- タイトル：山形憲一
- T・K：小島陽子
- 音響効果：佐藤昭（4-Legs）
- 編集：瓜田利昭（IMAGICA）
- MAV：円城寺暁（IMAGICA）
- スキャニメイト：大沢宏二郎（IMAGICA）
- 協力：MIYAエンタープライズ、清水エージェンシー、サワズ・カンパニー、ビジー・フォーオフィス、BANGS
- アシスタント・ディレクター：今井一（フジテレビ）、城間康男、小池陽司（禅プランニングアンドプロデュース）
- ディレクター：安藤厚司、西敏也（禅プランニングアンドプロデュース）
- プロデューサー：木村忠寛（フジテレビ）、阿部恒久（禅プランニングアンドプロデュース）
- 制作協力：禅プランニングアンドプロデュース
- 制作：フジテレビ第二制作部
- 制作著作：フジテレビ